# Stéphane Straub
 (novembre 2017).
Stéphane Straub est un économiste français né le 13 avril 1966.
Il enseigne actuellement[Quand ?] à l’Université Toulouse-I-Capitole, au sein de la Toulouse School of Economics (TSE). Distingué[non neutre] pour ses recherches sur les marchés publics et la recherche de rentes au Paraguay où il a vécu pendant dix ans, son travail s'articule essentiellement autour de l'impact des problèmes d'infrastructure physique et institutionnelle sur le processus de développement économique,,.
Il est diplômé d’un doctorat délivré par l'Université Toulouse-I-Capitole à la suite d'une soutenance de thèse portant sur les relations mutuelles entre incentives, institutions et développement.

## Biographie
Stéphane Straub est diplômé de la faculté d’économie de l’Université des sciences sociales de Toulouse. Sa thèse dirigée par Jean-Jacques Laffont, est soutenue en 2002.

### Enseignement
Depuis 2009, Stéphane Straub est professeur des universités à l’École d’Économie de Toulouse.
Stéphane Straub enseigne à l’Université Catholique de l’Asuncion and Ciudad del Este, à l’Université d'Édimbourg. Il est spécialiste des questions du développement industriel, institutionnel et économique en Amérique Latine,.

### Expertise et conseil
Stéphane Straub a des activités d'expert pour l’Union européenne (2016-2018), et de consultant pour la Banque mondiale (2006, 2007, 2009, 2012 et 2016), et à l’IPEA au Brésil (2014 - 2015).

### Chapitres de livres
- Policy Lessons from the Recent Literature on Transport Infrastructure Development in The Economics of Infrastructure Provisioning : The (Changing) Role of the State, MIT Press-CESifo Volume, 2016.
- The Story of Paraguayan Dams. The Long Term Consequences of Wrongdoing in Procurement in Greed, Corruption and the Modern State, Susan Rose-Ackerman and Paul Lagunes, eds., 2015.
- Privatization and Corruption (avec Emmanuelle Auriol), in International Handbook on the Economics of Corruption, Volume 2, edited by Susan Rose-Ackerman and Tina Søreide, Edward Elgar Publishing. décembre 2011.
- Does Institutional and Regulatory Design Matter for Infrastructure Sector and Firm Performance? (avec Luis Andreset J.Luis Guasch). In Corruption, Development and Institutional Design, János Kornai, László Mátyás and Gérard Roland (eds.), Palgrave Macmillan, International Economic Association Congress volumes, 2009.
- Ensuring Willingness to Repay in Paraguay (avec Horacio Sosa) in Marco Pagano (ed.), Defusing Default, Incentives and Institutions, Inter-American Development Bank, and OECD, Johns Hopkins University Press, 2002.

### Publications
- Informal Sector and Economic Growth: The Supply of Credit Channel, (avec Baptiste Massenot), 2016, Economic Inquiry, volume 54, issue 2, pages 1046–1067.
- Public Procurement and Rent-Seeking: The Case of Paraguay, (avec Emmanuelle Auriol and Thomas Flochel), janvier 2016, World Development, vlume 77, pages 395-407.
- How to Design Infrastructure Contracts in a WarmingWorld: A Critical Appraisal of Public- Private Partnerships (avec David Martimort), International Economic Review, volume 57, issue 1, pages 61–88, février 2016.
- Regulation, Renegotiation and Capital Structure: Theory and Evidence from Latin American Transport Concessions (avec Alex Moore et Jean-Jacques Dethier), 2014, Journal of Regulatory Economics, volume 45, issue 2, p. 209-232.
- Firms Operating under Electricity Constraints in Developing Countries (avec Philippe Alby et Jean-Jacques Dethier), Forthcoming World Bank Economic Review, vol. 27, no 1, p. 109-132, 2012.
- Empirical evidence on satisfaction with privatization in Latin America (avec Celine Bonnet, Pierre Dubois et David Martimort), World Bank Economic Review, vol. 25, no 3, 2011